# Deep Zone Project
Deep Zone Project es una banda búlgara de música house y electro. Deep Zone Project nació en el año 2000 llevando a numerosos lugares la incipiente música creada por los DJ’s. Esta canción es una muestra del talento que ha conseguido llevar al grupo a lo más alto de las listas, quedando en segunda posición en MTV Europe.
No queda ni una sola persona del público ni en sus casas que no mueva los pies al ritmo de “DJ, Take me away”, la canción que interpretaron la noche de la 2ª semifinal junto a DJ Balthazar, representando a Bulgaria en el Festival de la Canción de Eurovisión 2008. Aunque partían de la confianza de ser favoritos para pasar a la final debido a que son muy conocidos y aclamados en muchos de los países del este europeo, la marchosa canción búlgara quedó en 11.ª posición con 56 puntos y a las puertas de la final.

## Miembros
- DJ Dian (Dian Savov) (DJ, compositor, teclado)
- Rossko (Rosen Stoev) (DJ, ingeniero de sonido, arpa)
- Lyubomir Savov (guitarrista, compositor, arreglos)
- Nadya (vocal)

## Discografía
- 2001: Ela izgrej
- 2003: Blizam v tebe
- 2006: Ledeno kafe
- 2008: DJ take me away
- 2010: Dance energy